# Kamigami no Fukaki Yokubō
Kamigami no Fukaki Yokubō (神々の深き欲望) é um filme de drama japonês de 1968 dirigido e escrito por Shōhei Imamura e Keiji Hasebe. Foi selecionado como representante do Japão à edição do Oscar 1969, organizada pela Academia de Artes e Ciências Cinematográficas.

## Elenco
- Rentarō Mikuni - Nekichi Futori
- Chōichirō Kawarazaki - Kametaro Futori
- Kazuo Kitamura - Kariya
- Hideko Okiyama - Toriko Futori
- Yoshi Katō - Ritsugen Ryu
- Yasuko Matsui - Uma Futori
- Hôsei Komatsu
- Chikako Hosokawa
- Chikage Ôgi
- Jun Hamamura